# Marquesat de Pozo Rubio
El Marquesat de Pozo Rubio és un títol nobiliari espanyol creat pel rei Alfons XIII, durant la Regència de la seva mare Maria Cristina d'Habsburg Lorena el 18 de juny de 1887, a favor d'Ángela Roca de Togores y Aguirre-Solarte, qui era filla de Mariano de les Mercedes Roca de Togores y Carrasco, I marquès de Molins, I vescomte de Rocamora, i de la seva segona esposa María del Carmen d'Aguirre-Solarte i Alcíbar..
Se li va concedir la Grandesa d'Espanya el 20 de novembre de 1910, pel mateix rei i per a la mateixa titular.

## Marquesos de Pozo Rubio
|                         | Titular                                         | Període                 |
| Creació per Alfons XIII | Creació per Alfons XIII                         | Creació per Alfons XIII |
| ----------------------- | ----------------------------------------------- | ----------------------- |
| I                       | Ángela Roca de Togores y Aguirre-Solarte        | 1887-1934               |
| II                      | Raimundo Fernández-Villaverde y Roca de Togores | 1935-1949               |
| III                     | Pedro Fernández-Villaverde y Roca de Togores    | 1950-                   |
| IV                      | José Fernández-Villaverde y Roca de Togores     |                         |
| V                       | Álvaro Fernández-Villaverde y Silva             | 1989-actual titular     |

## Història dels marquesos de Pozo Rubio
- Ángela Roca de Togores y Aguirre-Solarte (1857-1934), I marquesa de Pozo Rubio, Dama de la Reina Victòria Eugènia de Battenberg.

1. Va casar amb Raimundo Fernández Villaverde y García-Rivero. La va succeir el seu fill:

- Raimundo Fernández-Villaverde y Roca de Togores (1889-1949), II marquès de Pozo Rubio.

1. Va casar amb María Luisa Moltke-Huitfeldt y Bonaparte. Sense descendents. El va succeir el seu germà:

Pedro Fernández-Villaverde i Roca de Togores (1896- .),  III marquès de Pou Rubio.
1. Va casar amb Odilia Girona i Salgado. Sense descendents. Li va succeir el seu germà.

- José Fernández-Villaverde y Roca de Togores (1902-1988.),  IV marquès de Pozo Rubio

1. Va casar amb Casilda de Silva y Fernández de Henestrosa (1914-2008), V duquessa de San Carlos, IV duquessa de San Mauro, XIV marquesa de Santa Cruz de Mudela, XII marquesa de Villasor, XV marquesa de l'Aspecto, XI marquesa d'Arcicóllar, II comtessa de Carvajal, (rehabilitat en 1965), VI comtessa d'Estradas, comtessa de Castillejo, i III comtessa de San Martín de Hoyos. El va succeir el seu fill:

- Álvaro Fernández-Villaverde y Silva, Roca de Togores y Fernández de Henestrosa (n.1943), VI duc de San Carlos (des de 1988), V duc de Sant Maauro, XVI marquès de l'Aspecte (des de 1961), V marquès de Pozo Rubio (des de 1989), XV marquès de Santa Cruz de Mudela, XIII marquès de Villasor, comte de Castillejo i comte de Togores.

1. Va casar amb Estrella Bernaldo de Quirós y Tacón, filla d'Ana María Tacón y Rodríguez de Rivas, V duquessa de la Unión de Cuba.
2. Va casar amb Enriqueta Bosch y García Bravo.